# Кэмпбелл, Юджин
Юджин Эдвард «Джин» Кэмпбелл (англ. Eugene Edward "Gene" Campbell, 17 августа 1932, Миннеаполис, штат Миннесота, США — 8 апреля 2013, Спринг-Парк, штат Миннесота, США) — американский хоккеист, серебряный призёр зимних Олимпийских игр в Кортина-д’Ампеццо (1956).

## Карьера
Окончил Университет Миннесоты со степенью в области делового администрирования. Завершив армейскую службу, выступал за клуб Twin City Fords and the Rochester Mustangs. На зимних Олимпийских играх в Кортина-д’Ампеццо (1956) в составе сборной США стал серебряным призёром.
По завершении карьеры игрока работал тренером. В течение 14 лет был наставником юных хоккеистов в Лурде. Затем основал и стал тренером клуба Rochester Raiders по хоккею на полу. Сменив деятельность, работал администратором в клинике Майо в Рочестере, при этом продолжив тренировать местную молодежь, в том числе и детей с ограниченными возможностями.